# Rally Serras de Fafe e Felgueiras 2022
El Rally Serras de Fafe e Felgueiras 2022, oficialmente 35.º Rally Serras de Fafe - Felgueiras - Cabreira e Boticas, fue la trigésimo quinta edición y la primera ronda de la temporada 2022 del Campeonato de Europa de Rally. Se celebró del 11 al 13 de marzo y contó con un itinerario de diecisiete tramos sobre tierra que sumaban un total de 198,59 km cronometrados.
El ganador de la prueba fue el español Nil Solans que leyó muy bien las previsiones meteorológicas para tomar la primera posición de largada del sábado, logrando un gran colchón de tiempo que le permitió gestionar el ritmo el domingo hasta la línea de meta. Solans logró su primer podio y victoria en el Campeonato de Europa de Rally en la cual fue también la primera victoria del Rallye Team Spain en la categoría máxima del campeonato europeo. Estuve acompañado en el podio por el ídolo local Armindo Araújo y por el joven piloto estonio Georg Linnamäe, quien al igual que Solans, consiguió su primer podio en el campeonato.

## Lista de inscritos
| Num.                     | Piloto                  | Copiloto                 | Automóvil              | Equipo                       |
| ------------------------ | ----------------------- | ------------------------ | ---------------------- | ---------------------------- |
| 1                        | Efrén Llarena           | Sara Fernández           | Škoda Fabia Rally2 evo | Team MRF Tyres               |
| 2                        | Norbert Herczig         | Igor Bacigál             | Škoda Fabia Rally2 evo | Team MRF Tyres               |
| 3                        | Erik Cais               | Petr Těšínský            | Ford Fiesta Rally2     | Yacco ACCR Team              |
| 4                        | Nil Solans              | Marc Martí               | Volkswagen Polo GTI R5 | Rallye Team Spain            |
| 5                        | Nikolay Gryazin         | Konstantin Aleksandrov   | Škoda Fabia Rally2 evo | Toksport WRT                 |
| 6                        | Simone Campedelli       | Tania Canton             | Škoda Fabia Rally2 evo | Team MRF Tyres               |
| 7                        | Ricardo Teodósio        | José Teixeira            | Hyundai i20 N Rally2   | Team Hyundai Portugal        |
| 8                        | Armindo Araújo          | Luís Ramalho             | Škoda Fabia Rally2 evo | The Racing Factory           |
| 9                        | Bruno Magalhães         | Carlos Magalhães         | Hyundai i20 N Rally2   | Team Hyundai Portugal        |
| 10                       | Simone Tempestini       | Sergiu Itu               | Škoda Fabia Rally2 evo | Simone Tempestini            |
| 11                       | Alberto Battistolli     | Simone Scattolin         | Škoda Fabia Rally2 evo | Alberto Battistolli          |
| 12                       | Luis Vilariño García    | Javier Martínez Martínez | Škoda Fabia Rally2 evo | Luis Vilariño García         |
| 14                       | Javier Pardo Siota      | Adrián Pérez Fernández   | Škoda Fabia Rally2 evo | Javier Pardo Siota           |
| 15                       | José Pedro Fontes       | Inês Ponte               | Citroën C3 Rally2      | Citroën Vodafone Team        |
| 16                       | Rúben Rodrigues         | Estevão Rodrigues        | Citroën C3 Rally2      | Rúben Rodrigues              |
| 17                       | Georg Linnamäe          | James Morgan             | Volkswagen Polo GTI R5 | ALM Motorsport               |
| 18                       | Miguel Correia          | Jorge Eduardo Carvalho   | Škoda Fabia Rally2 evo | Miguel Correia               |
| 19                       | Pedro Meireles          | Pedro Alves              | Hyundai i20 N Rally2   | Pedro Meireles               |
| 20                       | Josep Bassas Mas        | Axel Coronado Jiménez    | Škoda Fabia Rally2 evo | Josep Bassas Mas             |
| 21                       | Pedro Almeida           | Mário Castro             | Škoda Fabia Rally2 evo | The Racing Factory           |
| 22                       | Ricardo Triviño         | Vicente Salom            | Škoda Fabia Rally2 evo | Escudería Milesocasiones.com |
| 23                       | Łukasz Kotarba          | Tomasz Kotarba           | Citroën C3 Rally2      | BTH Import Stal Rally Team   |
| 24                       | Paulo Nobre             | Gabriel Morales          | Škoda Fabia R5         | Paulo Nobre                  |
| 25                       | Pauric Duffy            | Jeff Case                | Hyundai i20 N Rally2   | Pauric Duffy                 |
| 26                       | Rachele Somaschini      | Nicola Arena             | Citroën C3 Rally2      | Rachele Somaschini           |
| 27                       | José Luis García Molina | José Murado González     | Škoda Fabia R5         | Escudería Mollerussa         |
| 28                       | Joan Vinyes             | Jordi Mercader           | Suzuki Swift R4LLY S   | Suzuki Motor Ibérica         |
| 29                       | Alberto Monarri         | Carlos Cancela           | Suzuki Swift R4LLY S   | Suzuki Motor Ibérica         |
| Fuente: ewrc-results.com |                         |                          |                        |                              |

## Itinerario
| Día                     | Tramo | Nombre                     | Distancia | Ganador de la etapa | Automóvil              | Tiempo          | Líder de la general |
| ----------------------- | ----- | -------------------------- | --------- | ------------------- | ---------------------- | --------------- | ------------------- |
| Día 1 (11 de marzo)     | -     | Lagoa (Shakedown)          | 3.04 km   | Armindo Araújo      | Škoda Fabia Rally2 evo | 2:19.9          | -                   |
| Día 1 (11 de marzo)     | SS1   | SSS Fafe                   | 1.43 km   | Erik Cais           | Ford Fiesta Rally2     | 1:26.5          | Erik Cais           |
| Día 2 (12 de marzo)     | SS2   | Boticas 1                  | 15.05 km  | Nil Solans          | Volkswagen Polo GTI R5 | 11:30.8         | Nil Solans          |
| Día 2 (12 de marzo)     | SS3   | Cabeceiras de Basto 1      | 10.84 km  | Georg Linnamäe      | Volkswagen Polo GTI R5 | 7:17.8          | Nil Solans          |
| Día 2 (12 de marzo)     | SS4   | Vieira do Minho 1          | 16.93 km  | Tramo cancelado     | Tramo cancelado        | Tramo cancelado | Nil Solans          |
| Día 2 (12 de marzo)     | SS5   | Luílhas 1                  | 11.86 km  | Nil Solans          | Volkswagen Polo GTI R5 | 9:27.7          | Nil Solans          |
| Día 2 (12 de marzo)     | SS6   | Boticas 2                  | 15.05 km  | Tramo cancelado     | Tramo cancelado        | Tramo cancelado | Nil Solans          |
| Día 2 (12 de marzo)     | SS7   | Cabeceiras de Basto 2      | 10.84 km  | Georg Linnamäe      | Volkswagen Polo GTI R5 | 7:40.4          | Nil Solans          |
| Día 2 (12 de marzo)     | SS8   | Vieira do Minho 2          | 16.93 km  | Nil Solans          | Volkswagen Polo GTI R5 | 11:50.8         | Nil Solans          |
| Día 2 (12 de marzo)     | SS9   | Luílhas 2                  | 11.86 km  | Nil Solans          | Volkswagen Polo GTI R5 | 10:18.1         | Nil Solans          |
| Día 3 (13 de marzo)     | SS10  | Montim 1                   | 8.73 km   | Georg Linnamäe      | Volkswagen Polo GTI R5 | 6:09.4          | Nil Solans          |
| Día 3 (13 de marzo)     | SS11  | Seixoso 1                  | 9.97 km   | Efrén Llarena       | Škoda Fabia Rally2 evo | 6:56.1          | Nil Solans          |
| Día 3 (13 de marzo)     | SS12  | Santa Quitéria 1           | 9.18 km   | Efrén Llarena       | Škoda Fabia Rally2 evo | 6:22.5          | Nil Solans          |
| Día 3 (13 de marzo)     | SS13  | Lameirinha 1               | 14.83 km  | Efrén Llarena       | Škoda Fabia Rally2 evo | 9:54.5          | Nil Solans          |
| Día 3 (13 de marzo)     | SS14  | Montim 2                   | 8.73 km   | Javier Pardo Siota  | Škoda Fabia Rally2 evo | 6:00.1          | Nil Solans          |
| Día 3 (13 de marzo)     | SS15  | Seixoso 2                  | 9.97 km   | Javier Pardo Siota  | Škoda Fabia Rally2 evo | 6:47.1          | Nil Solans          |
| Día 3 (13 de marzo)     | SS16  | Santa Quitéria 2           | 9.18 km   | Miklós Csomós       | Škoda Fabia R5         | 6:26.6          | Nil Solans          |
| Día 3 (13 de marzo)     | SS17  | Lameirinha 2 (Power Stage) | 14.83 km  | Ken Torn            | Ford Fiesta Rally2     | 11:04.8         | Nil Solans          |
| Fuente:ewrc-results.com |       |                            |           |                     |                        |                 |                     |

### Power stage
El power stage fue una tramo de 14,83 km al final del rally. Se otorgaron puntos adicionales a los cinco más rápidos.
| Pos. | Piloto              | Copiloto         | Coche                  | Equipo              | Tiempo  | Puntos |
| ---- | ------------------- | ---------------- | ---------------------- | ------------------- | ------- | ------ |
| 1    | Ken Torn            | Kauri Pannas     | Ford Fiesta Rally2     | Plon Rally Team     | 11:04.8 | 5      |
| 2    | Armindo Araújo      | Luís Ramalho     | Škoda Fabia Rally2 evo | Armindo Araújo      | +14.4   | 4      |
| 3    | Alberto Battistolli | Simone Scattolin | Škoda Fabia Rally2 evo | Alberto Battistolli | +16.6   | 3      |
| 4    | Nil Solans          | Marc Martí       | Volkswagen Polo GTI R5 | Rallye Team Spain   | +17.5   | 2      |
| 5    | Georg Linnamäe      | James Morgan     | Volkswagen Polo GTI R5 | ALM Motorsport      | +27.5   | 1      |

## Clasificación final
| Pos.                     | Piloto               | Copiloto                 | Automóvil              | Equipo                | Tiempo    | Puntos  |
| ------------------------ | -------------------- | ------------------------ | ---------------------- | --------------------- | --------- | ------- |
| 1                        | Nil Solans           | Marc Martí               | Volkswagen Polo GTI R5 | Rallye Team Spain     | 2:01:14.0 | 30+2    |
| 2                        | Armindo Araújo       | Luís Ramalho             | Škoda Fabia Rally2 evo | The Racing Factory    | +55.7     | 24+4    |
| 3                        | Georg Linnamäe       | James Morgan             | Volkswagen Polo GTI R5 | ALM Motorsport        | +59.5     | 21+1    |
| 4                        | Javier Pardo Siota   | Adrián Pérez Fernández   | Škoda Fabia Rally2 evo | Javier Pardo Siota    | +2:56.2   | 19      |
| 5                        | Alberto Battistolli  | Simone Scattolin         | Škoda Fabia Rally2 evo | Alberto Battistolli   | +3:32.6   | 17+3    |
| 6                        | Bruno Magalhães      | Carlos Magalhães         | Hyundai i20 N Rally2   | Team Hyundai Portugal | +6:53.3   | 15      |
| 7                        | Mārtiņš Sesks        | Renars Francis           | Škoda Fabia Rally2-Kit | Proracing Rally Team  | +8:55.2   | [ n 1 ] |
| 8                        | José Pedro Fontes    | Inês Ponte               | Citroën C3 Rally2      | Citroën Vodafone Team | +9:24.7   | 13      |
| 9                        | Ricardo Teodósio     | José Teixeira            | Hyundai i20 N Rally2   | Team Hyundai Portugal | +9:29.5   | 11      |
| 10                       | Miklós Csomós        | Attila Nagy              | Škoda Fabia R5         | Miklós Csomós         | +9:58.6   | 9       |
| 11                       | Pedro Almeida        | Mário Castro             | Škoda Fabia Rally2 evo | The Racing Factory    | +10:19.1  | 7       |
| 12                       | Efrén Llarena        | Sara Fernández           | Škoda Fabia Rally2 evo | Team MRF Tyres        | +11:33.7  | 5       |
| 13                       | Luis Vilariño García | Javier Martínez Martínez | Škoda Fabia Rally2 evo | Luis Vilariño García  | +12:43.4  | 4       |
| 14                       | Paulo Nobre          | Gabriel Morales          | Škoda Fabia R5         | Paulo Nobre           | +16:54.9  | 3       |
| 15                       | Joan Vinyes          | Jordi Mercader           | Suzuki Swift R4LLY S   | Suzuki Motor Ibérica  | +17:41.9  | 2       |
| 16                       | Kaspar Kasari        | Rainis Raidma            | Ford Fiesta Rally3     | Kaspar Kasari         | +18:43.9  | 1       |
| Fuente: ewrc-results.com |                      |                          |                        |                       |           |         |

## Clasificaciones tras el rally
| Posición | Piloto              | Puntos | Cambios de posición |
| -------- | ------------------- | ------ | ------------------- |
| 1        | Nil Solans          | 32     | Sin cambios         |
| 2        | Armindo Araújo      | 28     | Sin cambios         |
| 3        | Georg Linnamäe      | 22     | Sin cambios         |
| 4        | Alberto Battistolli | 20     | Sin cambios         |
| 5        | Javier Pardo Siota  | 19     | Sin cambios         |

| Posición | Equipo                | Puntos | Cambios de posición |
| -------- | --------------------- | ------ | ------------------- |
| 1        | Rally Team Spain      | 30     | Sin cambios         |
| 2        | Armindo Araújo        | 24     | Sin cambios         |
| 3        | Team Hyundai Portugal | 24     | Sin cambios         |
| 4        | ALM Motorsport        | 21     | Sin cambios         |
| 5        | Javier Pardo Siota    | 19     | Sin cambios         |